# Europese weg 420
De Europese weg 420 of E420 is een Europese weg die door België en Frankrijk loopt. In België wordt de E420 niet op wegwijzers aangeduid.
De weg verbindt de steden Nijvel en Charleroi met de Frans-Belgische grens, maar is bedoeld verder te gaan tot Charleville-Mézières. De E420 volgt aldus de snelweg A54 tot in Charleroi. Daar loopt de route via de kleine ring (R9) over in de nationale weg N5 naar Frankrijk. Door toekenning van een 'E-nummer' heeft deze weg slechts formeel het statuut van autosnelweg verkregen.

## In België
De E420 vertrekt ten zuiden van Nijvel. Vervolgens doet zij Charleroi aan. De weg volgt hierbij het tracé van de A54, die dwars door het hart van de stad gaat. Daarbij vermengt de weg zich eveneens met de kleine ring rond Charleroi (R9) en de N90. Aan de Porte de Philippeville en de Porte de la Neuville takt de E420 zuidwaarts af op de N5. Vervolgens komt de weg voorbij de stad Philippeville en het authentieke dorp Mariembourg. Tot slot ging de weg tot 2017 nog dwars door het centrum van Couvin (nu er langs) om in de deelgemeente Brûly te eindigen/de grens over te gaan.

## Begin en einde
De route begint bij het knooppunt van de A7/E19 en de A54 ten zuiden van de stad Nijvel (Waals-Brabant). Het gaat om een onvolledig knooppunt: enkel wie vanuit het noorden (Brussel/Nijvel) komt, kan aansluiten op de A54. Omgekeerd kan enkel wie vanuit het zuiden (Charleroi) komt, aansluiten op A7/E19. Waar zij eindigt is onduidelijk. Als men Google Maps raadpleegt, kan men tot de vaststelling komen dat de aanduiding 'E420' stopt aan de grens met Frankrijk in Brûly (Couvin). Anderen beweren dat het traject via de D986 en de N51 verder loopt tot aan de rotonde in Le Piquet (Tremblois-lès-Rocroi), waar aansluiting gevonden wordt met de E44.

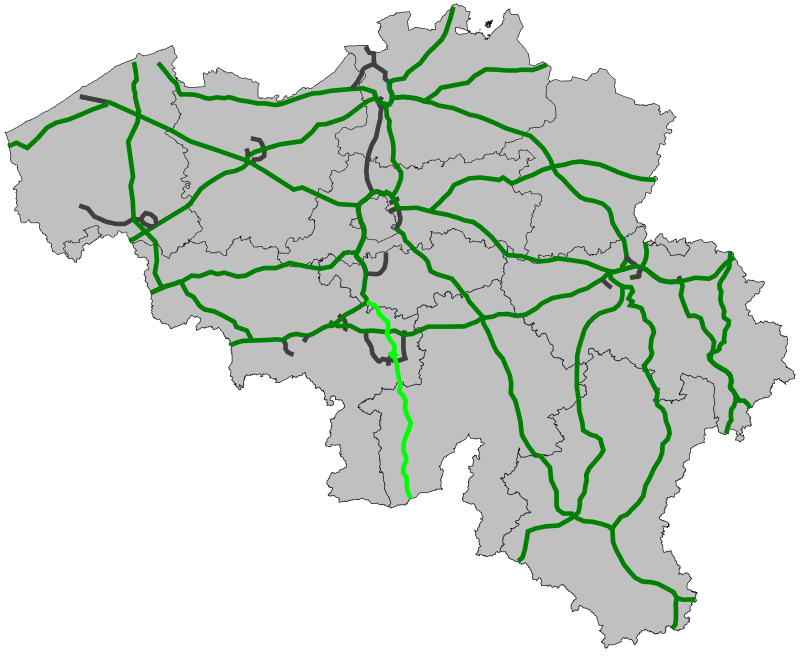
E420 in België

## E420 Charleroi - Charleville-Mézières
Het nummer werd geïntroduceerd nadat er een plan verscheen voor een nieuwe autosnelwegverbinding tussen Charleroi en de Franse stad Charleville-Mézières. Dat project houdt grotendeels in dat de bestaande N5 ten zuiden van Charleroi wordt ingericht tot autosnelweg en waar nodig het tracé wordt omgelegd. Voorbij de Franse grens gaat de weg over in de autosnelweg A304.
Charleroi-Somzée:
Op de plek waar de N5 de grote ring (R3) kruist, is de ruimte te beperkt voor een volwaardige aansluiting en bovendien staan er veel huizen in o.a. Couillet vlak langs de weg. Er is dus geen ruimte voor een verbreding en bovendien zou dit niet wenselijk zijn voor de omwonenden. Daarom werd in 2015 de knoop doorgehakt en werd beslist 2 2x1-wegen aan te leggen naar én de A503 én de R3-Oost.
Somzée-Charleville:
Tussen Somzée & Couvin is de weg opgewaardeerd, met een vluchtstrook en een aanpak van de gevaarlijke kruisingen. Tevens werden de oversteken geschrapt. De werken werden in 2014 gestart. Bij Couvin werd een omleiding aangelegd.
Het gedeelte ter hoogte van Couvin is oktober 2017 opengesteld. Het gedeelte van Couvin tot de grens bij Brûly is in september 2019 opgeleverd. In de zomer van 2018 kwam het Franse deel tussen Rocroi en Charleville gereed. Zo ligt er dus een auto(snel)weg van Charleville-Mézières tot Somzée.